# Kreisgericht Stargard
Das Kreisgericht Stargard war ein preußisches Kreisgericht in der damaligen preußischen Provinz Pommern mit Sitz in Stargard.

## Geschichte
1849 wurden in Preußen einheitlich Kreisgerichte geschaffen. Hierbei wurde die Patrimonialgerichtsbarkeit abgeschafft und die Patrimonialgerichte aufgehoben. Es entstand das Königliche Kreisgericht Stargard. Es umfasste den Kreis Saatzig und den Kreis Pyritz. Zuständiges Appellationsgericht war das Appellationsgericht Stettin.
Eine Gerichtsdeputation, also eine Zweigstellen des Gerichtes mit drei Richtern, wurden in Pyritz eingerichtet. Gerichtskommissionen, also Zweigstellen des Gerichtes mit weniger als drei Richtern, wurden in Jacobshagen und Nörenberg eingerichtet. 
Am Gericht waren 1870 ein Direktor und 13 Kreisrichter eingesetzt. Die Zahl der Gerichtseingesessenen betrug 107.556. Gerichtstage wurden in Dölitz, Freienwalde und Zachan abgehalten. Das Gericht war auch Schwurgericht.
Im Rahmen der Reichsjustizgesetze wurde das Gerichtswesen in Deutschland 1879 vereinheitlicht. Damit wurde das Kreisgericht Stargard aufgehoben und das königlich preußische Amtsgericht Stargard mit Wirkung zum 1. Oktober 1879 als eines von 14 Amtsgerichten im Bezirk des Landgerichtes Stargard als Nachfolger gebildet. Auch die Gerichtsdeputationen/kommissionen wurden 1879 in Amtsgerichte umgewandelt (Amtsgericht Pyritz, Amtsgericht Jacobshagen und Amtsgericht Nörenberg).